# Tribunal Revolucionário do Povo
O Tribunal Revolucionário do Povo (em quemer:  តុលាការប្រជាជនបដិវត្តន៍) foi um tribunal estabelecido pela República Popular do Kampuchea em 1979 para julgar os líderes do Khmer Vermelho Pol Pot e Ieng Sary in absentia por genocídio.

## Julgamento e veredicto
O tribunal começou sete meses após a derrubada do Kampuchea Democrático e foi composto por advogados cambojanos e internacionais. O tribunal foi realizado no Chaktomuk Theatre de Phnom Penh e as transcrições dos procedimentos foram disponibilizadas em khmer, francês e inglês. O tribunal ouviu o depoimento de 39 testemunhas durante cinco dias. O veredicto, proferido em 19 de agosto de 1979, considerou os dois líderes do Khmer Vermelho culpados de genocídio, os condenou à morte e ordenou o confisco de suas propriedades.

## Defesa
- Hope Stevens

## Percepções do julgamento
Naquela época, muitos países ocidentais liderados pelos Estados Unidos rejeitavam a República Popular do Kampuchea como um Estado fantoche do Vietnã e o tribunal como uma farsa judicial.

## Depois do julgamento
Ieng Sary recebeu um perdão real do rei Norodom Sihanouk em 1996 em troca de sua deserção para o governo. Pol Pot morreu em 1998, pouco depois de ser colocado em prisão domiciliar por seu vice, Ta Mok.